# 유대종
유대종(劉代宗, ? ~ ?)은 전한 후기의 제후이다. 아버지 유하는 무제의 서손으로, 소제의 뒤를 이어 황제가 되었으나 폐위되고 해혼후(海昏侯)로 강등되었다.

## 행적
초원 3년(기원전 46년), 이전에 폐지되었던 해혼후 작위를 다시 이어받았다.
시호를 희(釐)라 하였고, 작위는 아들 유보세가 이었다.

## 출전
- 반고, 《한서》 권9 원제기·권15하 왕자후표 下

| 선대 (13년 전) 아버지 유하 | 전한의 해혼후 기원전 46년 ~ ? | 후대 아들 해혼원후 유보세 |